# Calotes aurantolabium
Calotes aurantolabium là một loài thằn lằn trong họ Agamidae. Loài này được Krishnan mô tả khoa học đầu tiên năm 2008.